# Leyla Perrone-Moisés
Leyla Perrone-Moisés (São Paulo, 22 de novembro de 1934) é uma escritora, professora e crítica literária brasileira. Atualmente é professora da Faculdade de Filosofia, Letras e Ciências Humanas da Universidade de São Paulo, instituição onde também coordena o Núcleo de Pesquisa Brasil-França, do Instituto de Estudos Avançados. No passado lecionou em outras instituições como PUC-SP, Universidade de Montreal, Universidade Yale, Sorbonne e École Pratique des Hautes Études.
Recebeu do Ministério da Educação da França as comendas de Chevalier de l’Ordre des Palmes Académiques e de Officier de l’Ordre des Palmes Académiques, respectivamente em 1970 e em 1986. Já no Brasil recebeu o Prêmio Jabuti em 1993 na categoria Estudos Literários (Ensaio), em 2002 o Prêmio Alejandro José Cabassa da União Brasileira de Escritores e em 2013 foi agraciada com o Prêmio Fundação Bunge, na categoria Vida e Obra.

## Obra
- O Novo Romance francês, 1966
- Falência da crítica, 1973
- ̈Texto, crítica, escritura, 1978
- Fernando Pessoa: aquém do eu, além do outro, 1982
- Roland Barthes: o saber com sabor, 1983
- As flores da escrivaninha, 1990
- Vinte luas, 1992
- Altas literaturasː escolha e valor na obra crítica de escritores modernos, 1998
- Inútil poesia, 2000
- Vira e mexe, nacionalismo, 2007
- Mutações da literatura no século XXI, 2016